# Lista negra basada en DNS
Una lista negra basada en DNS (DNSBL) o lista de agujeros negros en tiempo real (RBL) es un esfuerzo por detener el spam de correos electrónicos. Es una "lista negra" de lugares de internet con reputación de enviar spam. Estos lugares consisten en direcciones IP que son más frecuentemente usadas para publicar las direcciones de las computadoras o redes conectadas al spamming; la mayoría del software de servidores de correos electrónicos pueden ser configurados para rechazar o marcar mensajes que han sido enviados desde un sitio listado en una o más de esas listas.
Un DNSBL es un mecanismo de software más que una política o una lista específica. Hay docenas de DNSBLs en existencia, que utilizan una amplia gama de criterios para el listado y exclusión de direcciones. Estos criterios pueden incluir el listado de direcciones de computadoras zombi u otras máquinas usadas para enviar spam, proveedores de servicios de internet que dan lugar a spammers o aquellos que han enviado spam a un sistema honeypot.
Desde la creación del primer DNSBL en 1998, la operación y las políticas de estas listas han sido frecuentemente controvertidas, en su incidencia política en Internet y algunas veces en cortes de justicia. Muchos usuarios y operadores de sistemas de correo electrónico consideran a las DNSBLs una herramienta valiosa para compartir información sobre fuentes de spam pero algunos prominentes activistas de Internet las han señalado como una forma de censura. Además, un pequeño número de operadores DNSBL han sido denunciado por spammers buscando que estas listas dejen de existir.

## Historia de las DNSBLs
El primer DNSBL se creado por Paul Vixie en 1997, como RBL alimentado de Border Gateway Protocol (BGP) y más tarde como DNSBL propiamente dicho como parte del SIstema de Prevención de Abuso de Correos electrónicos de Vixie (Vixie's Mail Abuse Prevention System o MAPS por sus siglas en inglés). Dave Rand en Abovenet fue el primer subscriptor.
La intención de la RBL fue que los sitios que la usaran rechacen tráfico de sitios que dan soporte al spam, ya sea enviando spam activamente o de otras maneras. Antes de que una dirección sea listada en la RBL, el personal de MAPS y voluntarios intentan contactar repetidamente a la persona responsable para que corrija el problema. Este esfuerzo fue considerado muy importante antes de poner todo el tráfico de una red en la lista negra pero también significa que los spammers y los ISP que lo soportan pueden seguir funcionando por un largo tiempo mientras se llevan a cabo las discusiones.
Cuando esta RBL también fue lanzada en forma de DNSBL, Paul Vixie animó a los autores de Sendmail y otros softwares de correos electrónicos que implementen soporte RBL en sus clientes.
Poco tiempo después, otros comenzaron a desarrollar son propias listas con diferentes polícias. Una de las primeras fue Open Relay Behavior-modification System (ORBS) de Alan Brown. Esta usaba testing automatizado para descubrir y listar servidores de correos electrónicos ejecutándose como open relay - explotables por spammers. ORBS fue controvertido en su momento porque mucha gente sentía que ejecutar un open relay era aceptable y que escanear internet buscando servidores en busca de ellos debería ser considerado abusivo.
En 2003, un número de DNSBLs cayeron en un ataque de denegación de servicio (DOS). Desde que nadie se adjudicó esos ataques ni se ha descubierto el responsable, el propósito de este ataque es materia de especulación. En agosto del 2003, la firma Osirusoft, operadora  de varias DNSBLs incluyendo una basada en SPEWS (Spam Prevention Early Warning System) sacó de servicio sus listas después de sufirir semanas de ataques prácticamente continuos.
Las especificaciones técnicas para una DNSBL llegaron relativamente tarde en el RFC5782

### DNSBL de URIs
Un DNSBL de URI (Identificador de recursos uniforme) es un DNSBL que lista nombres de dominios y a veces direcciones de IP que fueron encontrados en enlaces "clickeables" en el cuerpo de correos electrónicos de spam pero generalmente no encontrados en mensajes legítimos.
Estas DNSBLs fueron creadas cuando se determinó que gran parte del spam superaba los filtros de correo durante el corto período de tiempo que va entre el primer uso de una dirección IP de envío de spam y el punto donde esa dirección se enumeró por primera vez en los principales DNSBLs basados en IP.
EN muchos casos, estos correos no deseados y esquivos contienen enlaces a nombres de domino o direcciones de IP (colectivamente referidos como URIs) donde esa URI ya fue encontrada en spam filtrado previamente y no fue encontrada en correos electrónicos que no sean de spam.
Entonces, cuando un filtro de spam extrae todos los URIs de un mensaje y los comprueba contra una DNSBL de URIs, el spam puede ser bloqeuado incluso si la IP que envía el spam no ha sido aún listada en ninguna DNSBL basado en IPs.
De los 3 DNSBLs de URIs más grandes, el más antiguo y popular es SURBL.